# Zentralgericht des Heeres
Das Zentralgericht des Heeres (teilweise abgekürzt ZdH und ZGH) war ein von 11. April 1944 bis zum Kriegsende existierendes Gericht der Wehrmachtjustiz. Es ging aus dem Gericht der Wehrmachtskommandantur Berlin hervor, ersetzte es aber nicht. Es hatte seinen Hauptsitz in Berlin, eine Außenstelle in Wien und in verschiedenen Städten im Reichsgebiet Fahndungsstellen.
Wichtige Verfahren waren jene gegen Matthias Lackas, Karl Heinz Moldt und Eberhard Ritter. Eines der letzten Verfahren, das vor dem Gericht stattfand, war das gegen den Wehrmachtangehörigen, Autor und Kabarettisten Wolfgang Borchert.

## Geschichte
Das Zentralgericht des Heeres wurde am 11. April 1944 per Erlass eingerichtet, wobei es wesentliche Kompetenzen des Gerichts der Wehrmachtskommandantur Berlin übertragen bekam. Auch der Gerichtsherr blieb derselbe, nämlich bis zum Juli 1944 Paul von Hase. Als übergeordneter Gerichtsherr fungierte der Chef der Heeresrüstung und Befehlshaber des Ersatzheeres, das war von der Einrichtung bis zum 20. Juli 1944 Friedrich Fromm, danach Heinrich Himmler. Der Gerichtsherr galt als „Träger der Gerichtsbarkeit“, welcher die einzelnen Fälle den verschiedenen richterlichen Militärjustizbeamten (Richter) zur Ermittlung, Anklage oder Verteidigung zuwies. Gerichtsherren konnten das vom zuständigen Ermittlungsrichter erstellte Rechtsgutachten bestätigen oder abändern, außer etwa bei Todesurteilen oder Offizieren, wo Änderungsbegehren nach oben weiterzureichen waren.
Auch die Außenstelle in Wien und die Fahndungsstellen in Gera, Danzig, Wien und Straßburg wurden vom Gericht der Wehrmachtskommandantur Berlin übernommen und bei Zuständigkeit weitergeführt.

## Aufgaben und Zuständigkeit
Vom Gericht der Wehrmachtskommandantur Berlin übernahm das Zentralgericht des Heeres mit 11. April 1944 folgende Zuständigkeiten:
- Politische Strafsachen,
- Strafsachen gegen widernatürliche Unzucht,
- Korruptionsfälle von besonderer Bedeutung,
- Fahndungssachen,
- durch besondere Anordnung zugewiesene Sachen und
- Entscheidungen über Wiederaufnahme von Verfahren.[7]

Es hatte damit die wesentlichen und zentralen Kompetenzen, insbesondere jene betreffend der „wehrkraftzersetzenden“ Äußerungen und Taten, übertragen bekommen. Das Gericht der Wehrmachtskommandantur Berlin wurde damit von einem Gericht mit besonderer Zuständigkeit zu einem normalen Gericht einer Wehrmachtskommandantur wie in Hamburg oder Wien.
Mit 20. September 1944 änderte sich die Zuständigkeit erneut, indem “politische Strafsachen aller Deutschen einschließlich der Wehrmachtangehörigen (…) die sich gegen das Vertrauen in die politische und militärische Führung richten”, vom Volksgerichtshof und seinen Sondergerichten zu ahnden war.
Das Zentralgericht kann als Sondergericht verstanden und bezeichnet werden, wobei hier keinesfalls eine Verwechslung mit den bei jedem Oberlandesgerichtsbezirk eingerichteten Sondergerichten der zivilen Gerichtsbarkeit geschehen soll. Da die Wehrmachtjustiz an sich eine Sonderjustiz war, ist die Klassifizierung jedes einzelnen Militärgerichts – gleich welcher Ebene – als Sondergericht nicht nötig. Das Zentralgericht des Heeres war zudem kein Höchstgericht.

## Verfahrensstatistik
Auch bei diesem Militärgericht ist die Rate der Aktenüberlieferung sehr gering, statistische Schlüsse oder Hochrechnungen nur eingeschränkt möglich.
Manfred Messerschmidt hat 1992 einen geschlossenen Bestand von 146 Fällen von im Jahre 1944 in Wien von den jeweiligen Außenstellen (Gericht der Wehrmachtskommandantur Berlin, Außenstelle Wien, sodann Zentralgericht des Heeres, Außenstelle Wien) geführten Verfahren ausgewertet. Von den 146 Verfahren endeten 128 mit Urteilen, 18 anderweitig. Unter den 146 Verfahren waren je ein Fall von Selbstverstümmelung und Fahnenflucht, die beide mit Todesurteilen geahndet wurden. Die restlichen Verfahren endeten mit einem weiteren Todesurteil, 100 Gefängnisstrafen, 18 Zuchthausstrafen usw. Unter den 128 verurteilten Soldaten waren 83 Arbeiter, 22 Angestellte, 7 Beamte, 7 Selbstständige, 2 Studenten, 2 Schüler und 5 Berufssoldaten. Die „zersetzenden“ Äußerungen sind in 69 Fällen während des Heimaturlaubs, in 36 Fällen im Dienstbereich (Kaserne, Transport usw.) und in 7 Fällen im Lazarett gefallen.
Ela Hornung führte dies 2010 mit 199 Fällen der Außenstelle Wien durch und bestätigte die meisten Ergebnisse. Die Verurteilen hatten demnach folgende Ränge: 78 % Mannschaftsränge, 14 % Unteroffiziere, 3 % Offiziere, 1 % Wehrmachtsgefolge, 4 % Andere. Die häufigsten Delikte waren Wehrkraftzersetzung (149 Fälle, 75 %), Unerlaubte Entfernung (8 Fälle, 4 %), Diebstahl (6 Fälle, 3 %), Fahnenflucht sowie Bestechung (je 4 Fälle, 2 %) usw.

## Ausgangspunkt: Verfahren gegen Lackas und Andere
Vom 14. März bis zum 22. April 1944 fand vor dem Feld-Kriegsgericht der Wehrmacht-Kommandantur Berlin der Prozess gegen die Verlagsbuchhändler Matthias Lackas, Karl Heinz Moldt und Eberhard Ritter von Riewel statt, die Wehrmachtstellen bestochen, gegen mehrere Paragraphen der Kriegswirtschaftsverordnung verstoßen und sich zudem, so die Anklage, der Wehrkraftzersetzung schuldig gemacht hatten.
Nach der Gründung des Zentralgerichts am 11. April 1944 begann das neue Gericht sofort mit der Fortführung des Prozesses gegen Lackas und die Mitangeklagten. Die personelle Besetzung blieb die des Vorgänger-Gerichts, das den Prozess begonnen hatte. Der Prozess gegen Matthias Lackas führte, wie mit den letzten Prozesstagen absehbar wurde, zu Folgeprozessen innerhalb der Wehrmacht. Für den 12. April 1944, war mit Hans Paul Graf von Monts ein Zeuge von bedeutenden Beziehungen zum Propagandaministerium vorgeladen. Die laufenden Korruptionsermittlungen wurden auf den Zeugen ausgeweitet, das Verfahren drohte nun Regierungsstellen miteinzubeziehen.

### Rezeption der Umwandlung
Gründe und Bedeutung der Umwandlung des Gerichts der Wehrmachtskommandantur Berlin zum Zentralgericht des Heeres sind umstritten und werden etwa in einen Zusammenhang mit einem Misstrauen Hitlers gegenüber der Wehrmacht und Wehrmachtjustiz gestellt. Laut Manfred Messerschmidt ist ein Misstrauen gegenüber der Wehrmachtjustiz unwahrscheinlich, worauf etwa die vom Gericht der Wehrmachtskommandantur Berlin übernommenen Zuständigkeiten und der gleichbleibende Gerichtsherr hindeuten. Messerschmidt nennt als Grund für die Einführung des Zentralgericht des Heeres die „von Hitler gewünschte Konzentration der Rechtsprechung in politischen Strafsachen“.
Hitler bekräftigte die gefällten Strukturierungsmaßnahmen am 12. Juni 1944 per Führererlass mit dem Auftrag an Generalfeldmarschall Wilhelm Keitel, „[u]m eine wirksame Bekämpfung der Korruption sicherzustellen [...] mit größter Schnelligkeit rücksichtsloser Härte und ohne Ansehen der Person“ durchzugreifen. Jederzeit sollte Keitel bestimmen dürfen, vor welchem Gericht verhandelt würde. Keitel legte noch an Ort und Stelle in den näheren Ausführungsanordnungen fest, dass alle komplexeren Fälle vor dem Zentralgericht des Heeres verhandelt werden sollten. Der enge zeitliche Zusammenhang der Entscheidungen offenbart, dass Keitel zuvor Hitler die Ergebnisse der Arbeit des Zentralgerichts und damit das Verfahren gegen Matthias Lackas und sein Umfeld präsentiert hatte, und dass Hitler Zufriedenheit über die getane Arbeit und die von diesem Gericht gefällten Urteile gezeigt hatte.